# Cavex - Conservatoire des animaux en voie d’extinction
 (septembre 2013).
Le Conservatoire des animaux en voie d’extinction (CAVEX) est une association loi de 1901 fondée par le Docteur Henri Quinque en 1999. Son objectif est de préserver la biodiversité en assurant la reproduction en captivité de diverses espèces d'animaux en voie d'extinction.

## Fonctionnement et financement
L’association est basée en France et fonctionne grâce à une équipe d’une dizaine de personnes travaillant comme soigneurs et vétérinaires, sous la direction d’un comité scientifique appartenant au Muséum national d'histoire naturelle, à l’École nationale vétérinaire d'Alfort et à l’Institut Pasteur. 
Le Conservatoire des Animaux en Voie d'Extinction (Cavex), association sans but lucratif, bénéficie du soutien d'institutions comme l'Unesco, Institut de France, ministère de l'Écologie, Union Internationale pour la Conservation de la Nature (UICN), Commission de la République Française pour l'éducation, la science et la culture, Société Nationale de Protection de la Nature, Muséum National d'Histoire Naturelle (MNHN),. 

## Actions
Pendant 40 ans, le docteur Henri Quinque et sa compagne ont constitué une collection de 500 animaux rares, dont ils ont fait don par acte notarié en 2002.
Ces animaux font partie pour la majorité d'entre eux de conventions privilégiées avec des nations étrangères.
Au travers d'expositions et d'ateliers itinérants, notamment scolaires, l'association sensibilise le public à la défense de l'environnement en présentant les animaux qu’elle protège. L’action pédagogique pour la protection de l’environnement et des espèces en voie d’extinction s’inscrit comme un axe prioritaire du CAVEX. 
Le Cavex a trois missions principales :
1. La sensibilisation: sensibiliser le public à la défense de l'environnement et plus particulièrement le jeune public pour en faire de futurs citoyens responsables[5]
2. La sauvegarde: sauvegarder et faire se reproduire les espèces menacées pour les réintroduire dans la nature[6]
3. la collaboration: poursuivre un partenariat de recherches scientifiques avec le Muséum National d'Histoire Naturelle[7]